# Менемени
Менемени (грч. Μενεμένη) је градско насеље општине Амбелокипи-Менемени у Солуну, Грчка. Према попису из 2021. године било је 14.297 становника.
Насеље Менемени (раније Нови Менемени) подигнуто је после 1922. године насељавањем 114 грчких избегличких породица из села Менемени у Турској, којих је на попису из 1928. године било 496. Године 1934. Менеменима су припојена избегличка насеља Нови Харманкој и Нови Воспорос, тако је 1940. године насеље имало 2.571 становника.